# Eteissaari (ö i Södra Karelen, Villmanstrand)
Eteissaari är en ö i Finland. Den ligger i sjön Kivijärvi och i kommunen Luumäki i den ekonomiska regionen  Villmanstrands ekonomiska region  och landskapet Södra Karelen, i den södra delen av landet, 170 km nordost om huvudstaden Helsingfors. Öns area är 42,2 hektar och dess största längd är 1 kilometer i öst-västlig riktning.